# Michael May (Rennfahrer)
Michael May (* 18. August 1934 in Stuttgart) ist ein ehemaliger Schweizer Automobilrennfahrer.

## Karriere
May studierte Ingenieurwissenschaften. 1956 erschien er mit einem modifizierten Porsche 550 Spyder zum Training des 1000-km-Rennens auf dem Nürburgring. Der Wagen war mit einem verstellbaren Flügel über dem Cockpit ausgestattet, der Abtrieb erzeugte. Dadurch waren höhere Kurvengeschwindigkeiten möglich und May erreichte um 4 Sekunden kürzere Rundenzeiten als die Spyder des Werksteams. Porsche legte Protest ein und May durfte nicht mit dem Flügel zum Rennen starten.
1959 startete May in verschiedenen Formel-Junior-Rennen und erzielte in zehn Rennen drei Siege. Für 1960 war ein Einsatz in der Formel 2 beim Solitude-Grand-Prix geplant, der jedoch nicht zustande kam.
1961 nahm May neben dem Deutschen Wolfgang Seidel im Team Scuderia Colonia mit einem Lotus 18 an der Automobil-Weltmeisterschaft teil. Für den Grossen Preis von Monaco qualifizierte er sich auf den 13. Startplatz, schied jedoch wegen defekter Ölleitung aus. Sein zweites Rennen, den Grossen Preis von Frankreich, beendete er von Position 22 aus startend dank vieler Ausfälle auf Rang elf. Des Weiteren war eine Teilnahme am Grossen Preis von Deutschland auf der Nordschleife geplant. Wegen eines Trainingsunfalls konnte May allerdings nicht zum Rennen starten. Zudem nahm May an drei nicht zur Weltmeisterschaft zählenden Läufen teil, in denen er aber jeweils ausschied.
Nach dem Unfall beim Grossen Preis von Deutschland zog May sich vom aktiven Motorsport zurück und war später bei Porsche und Ferrari an der Entwicklung eines neuen Kraftstoffeinspritzsystems beteiligt.
Ende der 1960er Jahre entwickelte er einen Umbausatz mit einem Turbolader für Ford-V6-Motoren. Er steigerte die Leistung von 108 PS (79 kW) auf 188 PS (138 kW). Zu jener Zeit gab es nur Turbolader für Dieselmotoren, die die hohen Abgastemperaturen von Ottomotoren nicht aushielten. May leitete die Abgase einer Zylinderbank durch eine lange Leitung um den Motor herum, wobei sie sich abkühlten und mit den zu heißen Abgasen der anderen Zylinderbank vermischt, eine der Turbine erträgliche Temperatur erreichten.
Der von ihm danach entwickelte „Fireball“-Brennraum mit zurückversetztem Auslassventil, Quetschkanten und Drallkanal wurde ab 1981 von Jaguar verwendet. Er soll hohe Effizienz mit niedrigen Schademissionen verbunden haben.

## Statistik

### Statistik in der Automobil-Weltmeisterschaft

#### Gesamtübersicht
| Saison | Team             | Chassis  | Motor         | Rennen | Siege | Zweiter | Dritter | Poles | schn. Rennrunden | Punkte | WM-Pos. |
| ------ | ---------------- | -------- | ------------- | ------ | ----- | ------- | ------- | ----- | ---------------- | ------ | ------- |
| 1961   | Scuderia Colonia | Lotus 18 | Climax 1.5 L4 | 2      | −     | −       | −       | −     | −                | −      | NC      |
| Gesamt | Gesamt           | Gesamt   | Gesamt        | 2      | −     | −       | −       | −     | −                | −      |         |

#### Einzelergebnisse
| Saison | 1 | 2 | 3  | 4 | 5   | 6   | 7 | 8 |
| ------ | - | - | -- | - | --- | --- | - | - |
| 1961   |   |   |    |   |     |     |   |   |
| DNF    |   |   | 11 |   | DNS | DNA |   |   |

| Legende  | Legende            | Legende                                                          |
| Farbe    | Abkürzung          | Bedeutung                                                        |
| -------- | ------------------ | ---------------------------------------------------------------- |
| Gold     | –                  | Sieg                                                             |
| Silber   | –                  | 2. Platz                                                         |
| Bronze   | –                  | 3. Platz                                                         |
| Grün     | –                  | Platzierung in den Punkten                                       |
| Blau     | –                  | Klassifiziert außerhalb der Punkteränge                          |
| Violett  | DNF                | Rennen nicht beendet (did not finish)                            |
| Violett  | NC                 | nicht klassifiziert (not classified)                             |
| Rot      | DNQ                | nicht qualifiziert (did not qualify)                             |
| Rot      | DNPQ               | in Vorqualifikation gescheitert (did not pre-qualify)            |
| Schwarz  | DSQ                | disqualifiziert (disqualified)                                   |
| Weiß     | DNS                | nicht am Start (did not start)                                   |
| Weiß     | WD                 | zurückgezogen (withdrawn)                                        |
| Hellblau | PO                 | nur am Training teilgenommen (practiced only)                    |
| Hellblau | TD                 | Freitags-Testfahrer (test driver)                                |
| ohne     | DNP                | nicht am Training teilgenommen (did not practice)                |
| ohne     | INJ                | verletzt oder krank (injured)                                    |
| ohne     | EX                 | ausgeschlossen (excluded)                                        |
| ohne     | DNA                | nicht erschienen (did not arrive)                                |
| ohne     | C                  | Rennen abgesagt (cancelled)                                      |
| ohne     | keine WM-Teilnahme |                                                                  |
| sonstige | P/fett             | Pole-Position                                                    |
| sonstige | 1/2/3/4/5/6/7/8    | Punktplatzierung im Sprint-/Qualifikationsrennen                 |
| sonstige | SR/kursiv          | Schnellste Rennrunde                                             |
| sonstige | *                  | nicht im Ziel, aufgrund der zurückgelegten Distanz aber gewertet |
| sonstige | ()                 | Streichresultate                                                 |
| sonstige | unterstrichen      | Führender in der Gesamtwertung                                   |

### Einzelergebnisse in der Sportwagen-Weltmeisterschaft
| Saison | Team        | Rennwagen   | 1   | 2   | 3   | 4   | 5   |
| ------ | ----------- | ----------- | --- | --- | --- | --- | --- |
| 1956   | Michael May | Porsche 550 | BUA | SEB | MIM | NÜR | KRI |
| 1956   | Michael May | Porsche 550 | DNF |     |     |     |     |